# Алёшин, Василий Фёдорович (педагог)
Васи́лий Фёдорович Алёшин (1926—2012) — советский, российский учитель. Народный учитель СССР (1979). Последователь педагогики А. С. Макаренко.

## Биография
Василий Алёшин родился 10 января 1926 года в деревне Алексеевка (ныне — Ершичский район Смоленской области).
В июле 1944 года был призван на службу в Рабоче-Крестьянскую Красную Армию, участвовал в боях Великой Отечественной войны. 
Демобилизовавшись, вернулся на Смоленщину. В 1954 году окончил исторический факультет Смоленского государственного педагогического института, после чего работал учителем Кузьмичской семилетней школы. В конце 1950-х годов некоторое время был председателем колхоза «Россия» Духовщинского района.
С 1959 года на протяжении многих лет работал директором Шумячской средней школы. Сумел вывести это учебное заведение, до него считавшееся отстающим, в одно из самых передовых во всей области. Активно внедрял трудовое воспитание, сумел организовать создание новых учебных кабинетов и мастерских с современным оснащением. Значительно выросла за годы его руководства школой библиотека, в которой насчитывалось до 40 тысяч единиц хранения. Под его руководством осуществлялась масштабная экспериментально-опытническая и производственная деятельность учащихся, организованная на принципах добровольности, самоуправления и самоокупаемости. Его деятельность получила широкое признание — Шумячская средняя школа 14 раз награждалась дипломами ВДНХ СССР, а её директор сначала в 1966 году стал заслуженным учителем школы РСФСР, а в 1979 году — одним из первых в Советском Союзе народных учителей СССР.
Скончался 7 декабря 2012 года. Похоронен на Старом кладбище посёлка Шумячи Смоленской области.

## Награды и звания
- Заслуженный учитель школы РСФСР (1966)
- Народный учитель СССР (1979)
- Орден Ленина (1971)
- Орден Отечественной войны I степени (1985)
- Медали.

## Память
С 2013 года его имя носит Шумячская средняя школа.